# Birgitta Hålenius-Hofgård
Birgitta Louise Hålenius-Hofgård, född 25 juni 1936 i Sankt Görans församling i Stockholm, är en svensk skådespelare. Hon har bland annat gjort roller för Sveriges Radios Radioteatern och Sveriges Television.
Hon är gift med Lars Hofgård.

## Filmografi
- 1956 – Sjunde himlen
- 1969 – Håll polisen utanför (TV-serie) [2]